# تلمبه افراز
تلمبه افراز یک منطقهٔ مسکونی در ایران است که در دهستان کبوترخان واقع شده‌است. تلمبه افراز ۸ نفر جمعیت دارد.